# Brea de Tajo
Brea de Tajo es un municipio y localidad española de la Comunidad de Madrid. El término municipal, situado en la comarca de Las Vegas y en la Alcarria de Chinchón, tiene una población de 579 habitantes (INE 2024).

## Símbolos
Las armas del Ayuntamiento de Brea de Tajo se blasonan de la siguiente forma:

Escudo cuartelado en aspa 1.º y 4.º de sinople con una banda de gules perfilada de oro. 2.º y 3.º de oro con un Cruz de Calatrava de gules. Al timbre corona real cerrada.

Bandera rectangular de proporciones 2:3, formada por cuatro triángulos que forman las diagonales de la misma, siendo rojo el superior, amarillo junto al asta, verde el inferior y blanco el de batiente.

## Geografía
En el siglo XIX se comenta cómo el terreno «compuesto de manchones de mas ó menos estension, de tierra arcillosa, caliza y yesosa, es en general tan fuerte, que jamás se satisface de agua; por esto solo en los años muy lluviosos se logran cosechas abundantes: la mitad de él se compone de cerros yesosos y calizos, enteramente incapaces de cultivo y de fructificacion; otros pedazos no permiten un cultivo perfecto por la escesiva cantidad de piedra que los ocupa».

## Historia
El pueblo fue fundado en el primer tercio de la Reconquista por los árabes y perteneció como aldea a Almoguera, separándose de ella para constituirse en independiente Villa el 14 de octubre de 1501, según privilegio del Villazgo, despachado en Pastrana en tiempo del maestre de Calatrava fray Gonzalo Núñez de Guzmán, confirmado por los Reyes Católicos y también por su nieto el emperador Carlos V.

Tras la conquista de la zona, los reyes castellanos potenciaron la fundación de pueblos (entre ellos Brea), para garantizar la defensa de los territorios recién conquistados. Para reforzar aún más la seguridad, dichos pueblos fueron entregados a la Orden de Calatrava hasta el año 1257, cuando Alfonso X de Castilla, El Sabio, se hizo con ellas a cambio de ceder a la Orden Sabiote (Jaén). Las Tierras de Almoguera y Zorita volverían a ser de la Orden de Calatrava en 1344.

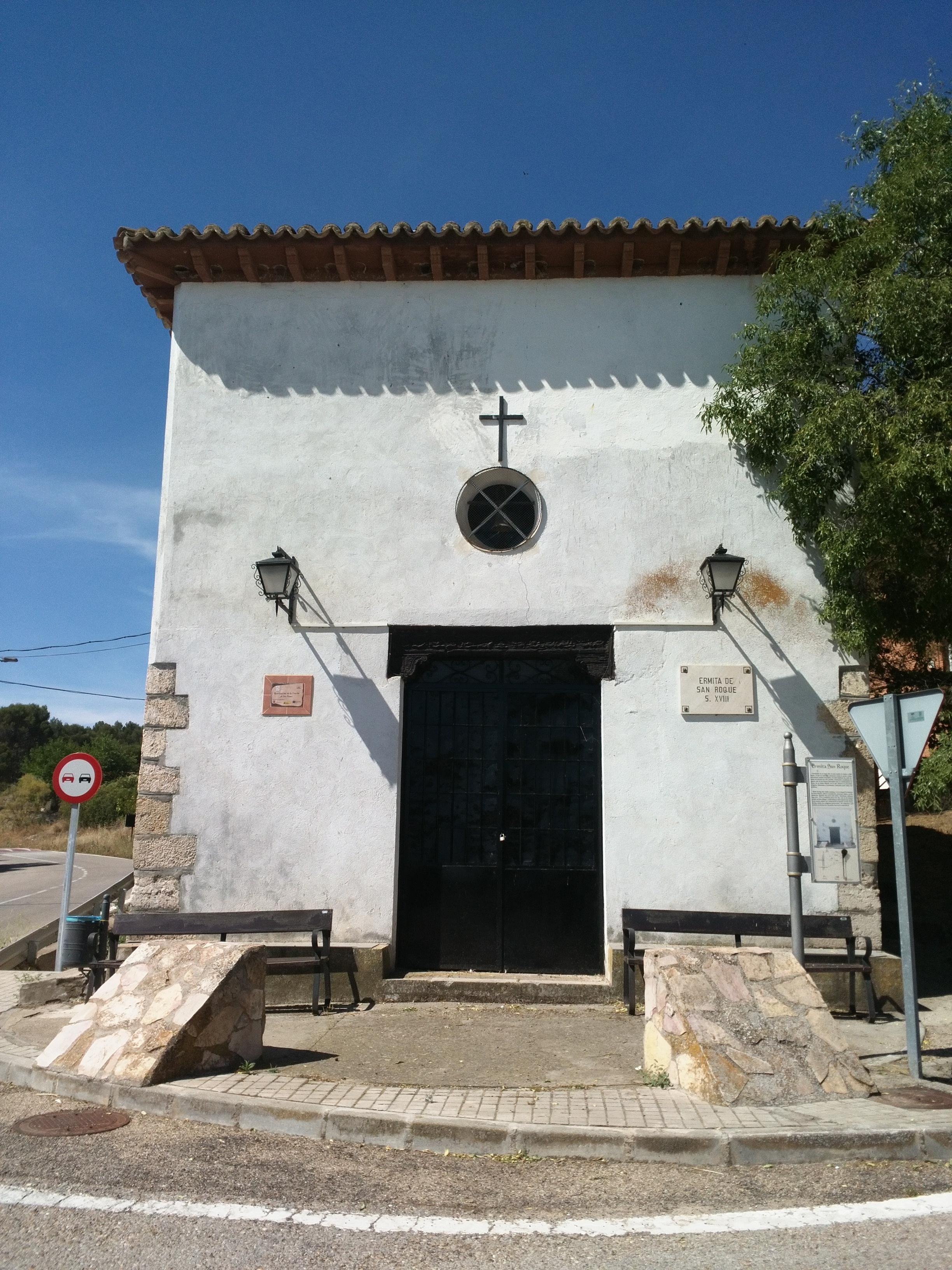
Ermita de San Roque

El primer documento en el que se habla de Brea como villa ya organizada, con un concejo establecido, data de 1326 y se encuentra en el Archivo Municipal de Almoguera. El documento fechado el 28 de junio de 1326 hace referencia a los viejos conflictos entre los ganaderos castellanos del Concejo de la Mesta y el Concejo de Almoguera y sus aldeas. Estas acusaciones consistían en que el Concejo y Almoguera y algunos Concejos de sus aldeas (entre ellas Brea, Almoguera, Valdeolmeña) habían efectuado una serie de ataques y robos a los ganados de la Mesta a su paso por sus términos.
En el caso de Brea, estos altercados tuvieron lugar en 1310, 1313, 1320 y 1321. El conflicto quedó resuelto ya que en otro documento posterior, los representantes de la Mesta decían que los distintos Concejos «les habían pagado y satisfecho todas las demandas que tenían contra ellas». Desde entonces y hasta nuestros días, la historia de Brea ha ido unida a lo que hoy conocemos como la Mancomunidad de Almoguera.
Las propiedades de la Orden de Calatrava pasaron a la Corona al lograr Fernando el Católico ser elegido maestre de la Orden en 1487 por una bula papal, y a partir de él todos los reyes de España revalidaron el título. Carlos I de España vendió estas tierras a Luis Hurtado de Mendoza y Pacheco, II marqués de Mondéjar, III conde de Tendilla y capitán general de Granada, por la cantidad de 17 778 156 maravedíes. Esta compra le permitía a Hurtado de Mendoza el derecho, acciones y aprovechamiento de estas tierras sin excepción alguna desde la hoja del monte. En la escritura de venta se consigna con todo detalle las valorización de cada habitante y vecino que entraron también en la compra.
En nombre del marqués de Mondéjar y en virtud de los poderes dados por este, Francisco de Mendoza y Julián Cauriazo tomaron posesión de estas villas y despoblados, nombrando alcaldes y «ejerciendo todos los actos anejos a la alta y baja jurisdicción» el 19 de octubre de 1538 y por este orden: Brea, Albares, Driebes, Mazuecos y el Pozo de Almoguera.
Hacia mediados del siglo XIX, el lugar tenía contabilizada una población de 800 habitantes. La localidad aparece descrita en el cuarto volumen del Diccionario geográfico-estadístico-histórico de España y sus posesiones de Ultramar de Pascual Madoz de la siguiente manera:

BREA: v. con ayunt. de la prov., aud. terr. y c. g. de Madrid (9 leg.), part. jud. de Chinchon (4), dióc. de Toledo (14): sit. entre cerros calizos, la combaten los vientos N. y E. y su clima es sano: tiene 140 casas ruinosas y mal distribuidas, una plaza, un pósito, carniceria, cárcel, una fuente de agua salobre, 4 pozos de agua dulce, posada, escuela de instruccion primaria comun á ambos sexos, á cargo de un maestro con la dotacion de 1,300 rs. y una igl. parr. (la Asuncion) servida por un párroco y un capellan de sangre: el curato es de término y se provee en concurso general; el cementerio se halla en parage que no ofende la salud pública: en los afueras de la pobl. hay 2 ermitas, á 300 varas O. una (San Roque), y la otra á 100 varas E. en la mayor elevacion (Sta. Catalina): del culto de esta última cuida una cofradia compuesta en su mayor parte de la clase proletaria. Confina el térm. N. Mondejar; E. Drieves; S. Estremera y r. Tajo, y O. Valdaracete, su estension es de una leg. en todas direcciones; comprende los desp. de Santiago de Velilla, Annus ó Anos, Fuente Espino, Valdehormeña y Fuenvellida, en el de Santiago de Velilla á orillas del Tajo, existe un molino harinero de 3 piedras, denominado del Maquilon, y en el de Valdehormeña un cas. de labor con su alameda propiedad de un particular. El terreno compuesto de manchones de mas ó menos estension, de tierra arcillosa, caliza y yesosa, es en general tan fuerte, que jamás se satisface de agua; por esto solo en los años muy lluviosos se logran cosechas abundantes: la mitad de él se compone de cerros yesosos y calizos, enteramente incapaces de cultivo y de fructificacion; otros pedazos no permiten un cultivo perfecto por la escesiva cantidad de piedra que los ocupa; se cultivan 1,500 fan.; 200 de segunda clase y 1,300 de tercera; hay un monte robledal regularmente poblado. caminos: de herradura en mal estado. El correo se recibe de la estafeta de Villarejo de Salvanés los domingos, miércoles y viernes; salen en los mismos dias. prod.: trigo, cebada, centeno, avena, zumaque y aceituna; mantiene ganado lanar, cabrio y vacuno; cria caza de liebres y perdices. ind.: 2 molinos de aceite de dominio particular, impulsados por el agua de la fuente salobre. comercio: importación de los art. de que carece la v. pobl.: 200 vec., 800 alm. cap. prod.: 2.767,583 rs. imp.: 116,463. contr. segun el cálculo general de la prov. 9'65 por 100. El presupuesto municipal asciende á 7,000 rs., y se cubre con el prod. de la posada, yerbas de monte y reparto vecinal.
(Madoz, 1846, p. 435)

Hasta la reforma de la nomenclatura municipal de 1916 el municipio se llamaba simplemente Brea. En dicha fecha su nombre fue modificado por el de Brea de Tajo.
Rafael Barcala Gómez es alcalde de Brea de Tajo y pertenece al PPCM.

## Demografía
Cuenta con una población de 579 habitantes (INE 2024).
| Gráfica de evolución demográfica de Brea de Tajo entre 1842 y 2021 |
| |
| Población de derecho según los censos de población del INE Población de hecho según los censos de población del INEEn estos censos se denominaba Brea: 1842, 1857, 1860, 1877, 1887, 1897, 1900 y 1910 |

## Patrimonio

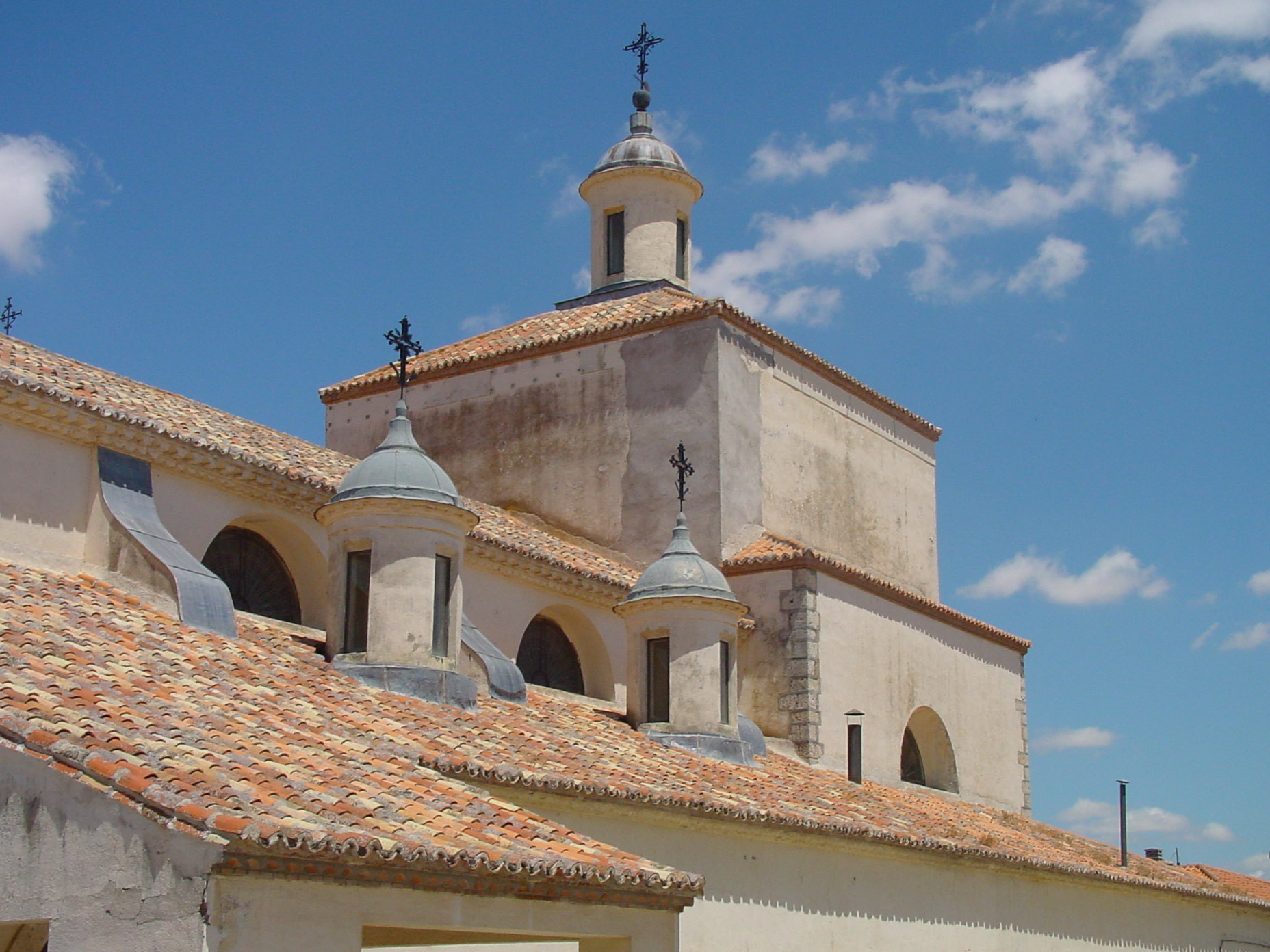
Iglesia de la Asunción

- Iglesia de la Asunción:[1] esta iglesia neoclásica del siglo XVIII, fue construida sobre una antigua capilla en tan solo tres años, de 1777 a 1780. Además de su valiosa arquitectura, compendio de distintos estilos, en su interior podemos observar, entre otras obras de gran valor y belleza, los frescos de Ginés Andrés de Aguirre, dos cuadros pintados sobre cobre de Luis de Morales y un San Juanillo atribuido a Berruguete. En su interior se encuentra el frontal del órgano más antiguo de la Comunidad de Madrid, que databa del siglo XVII, y destruido durante la guerra civil española.
- Ermita de San Roque del siglo XIX en honor a san Roque, patrón del pueblo, al que se le considera protector ante la peste y toda clase de epidemias. sitio habitual de culto, se celebra a mediados de agosto la fiesta patronal con procesiones y actividades.
- Ermita de San Isidro del siglo XIX.
- Edificio del Bar Los Escudo: situado en la carretera o calle principal, tiene una portada de gran belleza cuyo estilo se puede situar entre el barroco y churrigueresco. En la fachada a la carretera hay un escudo labrado en piedra, y en la otra fachada una imagen de San Miguel.
- Escudo de la Inquisición: en la calle Costanilla de los Ángeles, labrado en piedra.
- La Custodia: del estilo de la de la catedral de Toledo, de la Escuela de Arce, del siglo XVII, está formada por tres cuerpos realizados en plata repujada y dorada, con piedras en malaquita y con incrustaciones en plata. En la Pascua de Resurrección cuando se hace el encuentro del Santísimo, representando por la Custodia y la Virgen. Se sube en procesión de nuevo hasta el cerro de Santa Catalina y al amanecer se produce el encuentro y es entregado el niño a la Virgen que lo lleva al pueblo entre sus brazos. Según los libros del archivo parroquial esta tradición tiene sus orígenes en una Bula Papal del siglo XVI, que permite a Brea de Tajo junto a otro pueblo belga hacer la ofrenda del niño de este modo tan especial.

Helicóptero del SERCAM aterrizando en la Helisuperficie Sanitaria Juan de la Cierva

- Museo Oleico La Almazara.Helicóptero del SERCAM aterrizando en la Helisuperficie Sanitaria Juan de la Cierva
- Helisuperficie Sanitaria Juan de la Cierva. Inaugurada el 12 de agosto de 2002 fue la primera helisuperficie sanitaria de España. Brea de Tajo fue el primer municipio que construyó una infraestructura aeronáutica de la tipología de helisuperficie sanitaria que sirvió de ejemplo e impulsó la construcción de las siguientes 42 que se construyeron en la región en un tiempo récord de año y medio. Este hecho fue ampliamente reconocido y por ello la Federación Española de Asociaciones de Historia (FEAH) propuso su bautizo como Helisuperficie sanitaria Juan de la Cierva que se llevó a cabo el 2 de octubre de 2021 presidiendo el acto Carlos y Laura de la Cierva.

## Transporte público
A Brea de Tajo llegan dos líneas de autobús, una de ellas conecta con el centro de Madrid ya que tiene la cabecera en la Ronda de Atocha. Estas líneas son:
| Línea | Recorrido                                          |
| ----- | -------------------------------------------------- |
| 350A  | Arganda del Rey (Hospital)-Estremera               |
| 351   | Madrid (Ronda de Atocha)-Estremera-Barajas de Melo |